# Lemmecourt
Lemmecourt é uma comuna francesa na região administrativa do Grande Leste, no departamento de Vosges. Estende-se por uma área de 1.78 km². Em 2010 a comuna tinha 30 habitantes (densidade: 16,9 hab./km²).